# Wilhelm Honegger
Wilhelm Honegger (* 17. Juni 1781 in Wollishofen; † 26. Juli 1847 in Liestal) war ein Schweizer Druckereibesitzer.
Honegger gelangte 1832 als Artilleriemajor in den neugegründeten Kanton Basel-Landschaft. Dort instruierte er eine Baselbieter Mannschaft in der Bedienung von vier in Luzern gekauften Kanonen.
Mit dem aus Zofingen stammenden Zeichenlehrer Benedikt Banga zusammen gründete er in Liestal die Buchdruckerei Banga und Honegger, die den «unerschrockenen Rauracher» (heute Basellandschaftliche Zeitung) herausgab, die erste Zeitung des neuen Kantons.